# Srijede
Srijede este un sat din comuna Nikšić, Muntenegru. Conform datelor de la recensământul din 2003, localitatea are 13 locuitori (la recensământul din 1991 erau 33 de locuitori).

## Demografie
În satul Srijede locuiesc 13 persoane adulte, iar vârsta medie a populației este de 55,8 de ani (46,2 la bărbați și 64,1 la femei). În localitate sunt 6 gospodării, iar numărul mediu de membri în gospodărie este de 2,17.
Populația localității este foarte eterogenă.
|  |

| Demografie | Demografie | Demografie |
| An         | Locuitori  | Locuitori  |
| ---------- | ---------- | ---------- |
|            |            |            |
|            |            |            |
|            |            |            |
|            |            |            |
| 1948       | 234        |            |
| 1953       | 138        |            |
| 1961       | 216        |            |
| 1971       | 86         |            |
| 1981       | 38         |            |
| 1991       | 33         | 19         |
| 2003       | 13         | 13         |

| \| Componența etnică conform recensământului din 2003[2] \| Componența etnică conform recensământului din 2003[2] \| Componența etnică conform recensământului din 2003[2] \| Componența etnică conform recensământului din 2003[2] \| Componența etnică conform recensământului din 2003[2] \| \| ----------------------------------------------------- \| ----------------------------------------------------- \| ----------------------------------------------------- \| ----------------------------------------------------- \| ----------------------------------------------------- \| \| \| \| \| \| \| \| Muntenegreni \| Muntenegreni \| \| 8 \| 61,53% \| \| Sârbi \| Sârbi \| \| 1 \| 7,69% \| \| necunoscută \| necunoscută \| \| 0 \| 0% \| |              |  |   |        |
| Componența etnică conform recensământului din 2003 |              |  |   |        |
| |              |  |   |        |
| Muntenegreni | Muntenegreni |  | 8 | 61,53% |
| Sârbi | Sârbi        |  | 1 | 7,69%  |
| necunoscută | necunoscută  |  | 0 | 0%     |